# 제트 (입자물리학)
입자물리학에서 제트(Jet)는 입자물리 또는 무거운 이온 실험 내의 쿼크 또는 글루온의 하드론(강입자, 바리온(핵자)와 렙톤)이 하드론화에 의해 생성되는 하드론과 다른 입자들의 좁은 원뿔이다.
QCD 구속 때문에 색전하를 지니는 입자 예를 들어서 쿼크들은 자유로운 상태로 존재할 수 없다. 그리하여 그들은 직접 검출될 수 있기 전에 하드론으로 쪼개어져서 제트가 된다.
이들 제트는 입자 검출기로 측정될 수 있어야 하고 원래 쿼크의 특성을 결정하기 위해 연구되어야한다. 상대론적인 중이온 물리에서 제트는 중요하다. 왜냐하면 근원이 되는 경충돌이 중돌내에서 생성되는 QCD 물질을 위한 자연스러운 검출기이며 그 위상을 표시하기 때문이다. QCD 물질이 쿼크 글루온 플라즈마로 위상교차를 수행할 때 매질내의 에너지 손실은 심각하게 커지며 유효하게 나가는 제트를 급랭시킨다.

## 예
제트 분석기술의 예는 아래와 같다.  
- 제트 재구성(예 kT알고리즘, 콘 알고리즘)
- 제트 상관성
- 풍미(flavor) 꼬리표 붙이기 (b 태깅)

제트 쪼개짐 모델의 예는 Lund 끈 모델이 있다.

## 제트의 생성
제트는 QCD산란 과정에서 만들어져서 매우 횡적인 운동량을 지닌 쿼크 또는 글루온을 생성하거나 제트는 파톤(쪼개진 입자)적인 관점의 파톤(쪽입자)로 집합적으로 불린다. 특정 집합의 제트를 생성할 확률은 제트 생성 단면적으로 기술된다. 그것은 초등 섭동적 QCD 쿼크, 반쿼크 그리고 글루온 과정의 파톤 분포함수로 가중된 평균이다. 가장 빈번한 제트 쌍 생성과정인 그 입자 산란에 대해 하드론 충돌내의 제트 생성 단면적은 계산이 복잡하다.

## 제트 쪼개짐
QCD 구속 때문에 제트 생성에서 나가는 글루온 또는 쿼크는 색전하가 없는 상태로 하드론화한다.